# 錫達鎮區 (內布拉斯加州南斯縣)
錫達鎮區（英語：Cedar Township）是位於美國內布拉斯加州南斯縣的一個行政鎮區。

## 地方資料
錫達鎮區的面積為106.58平方千米，當中陸地面積為106.17平方千米，而水域面積為0.41平方千米。根據2020年美國人口普查的數據，當地共有人口80人，而人口密度為每平方千米0.75人。